# Воскресеновка (Липецкий район)
Воскресе́новка  (Воскресе́нское) — село  Липецкого района Липецкой области России. Входит в состав Введенского сельсовета. 

## Название
Ойконим — по Воскресенской церкви.

## География
Расположена на правом берегу реки Воронежа.

## История
Возникла во второй половине XVII века. По документам известна с 1702 года.
В 1856 году в Воскресеновке была построена церковь Воздвижения Креста (ныне ).

## Население
| 2010 | 2012 |
| ---- | ---- |
| 815  | ↘792 |

## Инфраструктура
Личное подсобное хозяйство с зоной сельскохозяйственного использования, индивидуальная застройка усадебного типа.
Детский сад.

## Транспорт
Автобусное сообщение с райцентром. Остановки общественного транспорта «Воскресеновка-1», «Воскресеновка-2». 